# Беляк (феодализм)
Беляк — феодальное владение у башкир, марийцев, мокшан, татар, удмуртов, чувашей и эрзян с эпохи Средневековья и до XVI—XVII веков.

## Этимология

### Русская гипотеза
И. Я. Христофоров считал, что мордовское слово «беляк» происходит от русского слова «обелять, обеленный» (обеленные крестьяне), так как население этих земель было освобождено от податей.

### Тюркская гипотеза

#### От слова «дар»
Н. И. Золотницкий считал, что слово «беляк» это смягченное джагатайское «былак/булак» — «дар, подарок» (чувашское «пылак»).
А. А. Гераклитов, В. П. Ямушкин и Н. Ф. Мокшин выводили слово «беляк» от татарского/турецкого «бiлäк/буляк/булэк» (дар, пожалование, награда).

#### От слова «проток»
Ф. И. Гордеев первоначально выводил слово «беляк» от татарского «балак» (проток реки), но затем изменил свою точку зрения.

#### От слова «владеть»
С. И. Хамидуллин выводит слово «беляк» из тюркского «биләмәк» (владеть).

#### От слова «часть»

##### В булгарскую эпоху
Ф. И. Гордеев, И. С. Галкин, В. М. Шишкин, А. Л. Пустяков и Н. И. Егоров считали, что марийские топоформанты/словообразовательные суффиксы «-беляк/-влä/-влак/-булак/-плак/-полко» имеют общее происхождение с удмуртскими словами «беляк/пилги/бӧляк/бӧлак/бӧльяк» (сосед, родственник, член одного рода; род, родовая группа), с мордовским словом «беляк» (территориальный участок, на котором расположено несколько деревень) и словообразовательными суффиксами «-пула/-була/-пуло/-було» (собирательное множество каких-либо объектов), а также с чувашским словом «пӳлӗх» (удел, надел). Они выводят их происхождение из булгарского (древнечувашского) слова «*бӧлäк/*böläk» (группа людей, связанных общей деятельностью или принадлежностью к одному роду; поселение семейно-родовой группы), так как заимствование слова произошло ещё до распада древнемарийского языка на диалекты, вызванного тюрко-монгольским вторжением, о чём говорит его наличие как в горно-марийском наречии, в форме «-влä», так и в лугово-марийском и восточно-марийском наречиях, в форме «-влак».

##### В золотоордынскую эпоху
Н. И. Золотницкий считал, что слово «беляк» это турецко-татарское «булук» — часть, доля (чувашское «пулухси» — дух, раздающий жребий).
И. А. Износков считал, что в черемисском (марийском) слово «беляк» (марийское «пеляк») означает «часть, половина» (марийское «пель»).
Н. Т. Пенгитов выводил марийский показатель «-влак» и топоформанты «-беляк/-пелак/-вылак/-пылак/-полко» из слова «*пϒлϒкϒ» (род, племя, потомок, группа, поколение).
С. А. Токарев выводил удмуртское слово «бёляк» из татарского языка, где оно имеет значение «родственные семьи, потомки одного родоначальника».
А. И. Попов считал невозможным выведение слова «беляк» как от турецкого слова «бiлäк» (дар), так и от слова «булак» (источник). По его мнению, для слова «беляк» наиболее вероятно происхождение от тюркской и монгольской глагольной основы «бол» (разделять, отделять, делить), от которой произошли слова «бöлак» (часть), «болук» (часть, кавалерийская дивизия, участок, уезд, белюк), «bӧlük» (часть, группа, рота, эскадрон), «болек» (часть), «бӧлек» (часть, отделение), «bolӧg» (часть, группа, улус), «булук» (стадо из 50-100 овец/группа из 50-100 людей, взвод) и прочие. Также, он связывал общим происхождением мордовский «беляк» с марийским «-влак» и удмуртским «боляк».
И. В. Мукина выводит чувашское слово «пилěк» (загон, надел), из тюркского слова «болÿк» (часть, доля), и считает, что оно имеет значение, сходное со значением слова «беляк» у мордвы, марийцев и удмуртов. Впоследствии, слово «пилěк» стало означать меру поверхности в некоторых диалектах чувашского языка: пилěк, пěрпилěк, ҫурпилěк.
Г. Е. Корнилов выводит слово «беляк» из тюркского «бöлек/бÿлəк», который он, в свою очередь, выводит из кыпчакского корня «бöл-/бÿл-/пöл-/пÿл-/бол-» (разделять, отделять, размежевывать). По его мнению, в марийском языке это слово приобрело 10 аллоформ: -беляк, -бляк, -былак, -пеляк, -плак, -пиляк, -влак, -вылак, -млак, -лак.
Г. И. Тафаев выводит чувашское слово «пилěк» из тюркского слова «беляк» (единица территориального владения, подушный надел земли, содержимый одним владельцем/семейством/хозяйством).

### Финно-угорская гипотеза
Г. Г. Кармазин считал, что марийские показатели «-влак/-лак-/-влä», как и удмуртское «бӧлӓк» (род, родовая группа), и мордовское «веле» (деревня), и горномарийское «пӱлӓ» (порядочно, значительно) восходят к общему источнику, означающему «род, племя».
С. Я. Черных связывает марийское понятие «беляк/пелак» с марийским словом «шӱм/велык», происходящим от древнемарийского слова «велäк/пелäк» (милый, близкий сердцу), и считает, это оно родственно прибалтийско-финскому слову «veli» (брат, собрат, соплеменник).
И. Н. Смирнов считал, что черемисское (марийское) слово «беляк» родственно точно такому же слову в вотяцком (удмуртском) и остяцком (хантском) языках, где оно имеет значения «сосед» и «край, сторона», соответственно, то есть «Токта-беляк» это «Токтаева сторона», а «Кесе-беляк» это «сторона Кесе».

## Названия
По мнению А. А. Гераклитова, мордовские беляки могли именоваться как по названию их центрального населенного пункта, так и по названиям их угодий (ухожаев), так и по названиям рек, текущих около их населенных пунктов, ухожаев или зимниц.
По мнению В. П. Ямушкина, первоначально мордовские беляки получали названия по именам их владельцев, но впоследствии их названия менялись на новые, происходящие от наименований селений и урочищ, входящих в этот беляк.
По мнению М. Акчурина, М. Ишеева и А. Абдиева, мордовские беляки получали названия, в основном, по именам урочищ, рек и селений, но встречались и беляки, названные по имени татарского бека-владельца.

## Значение
П. И. Кеппен считал, что «беляки» — это одно из мордовских племен.
С. М. Шпилевский и Н. И. Золотницкий считали, что у чувашей беляк (билик) это мера пахотной земли для душевого надела, соответствующая татарскому «jip» и имеющая значение «земля, место, владение, загон, участок».
С. К. Кузнецов первоначально считал, что беляк — это особая группа инородческой знати, аналогичная тарханам и князьям, сложившаяся в Казанском ханстве, но затем изменил свою точку зрения.
Некоторые исследователи XIX века считали, что «беляк» это суффикс множественного числа в восточном наречии черемисского (марийского) языка, то есть «Токта-беляк» это «Токтаи», а «Иван-беляк» — «Иваны».
Другеи исследователи того же исторического периода сообщали, что сами черемисы считают, что «беляк» это имя некогда существовавшего народа, носившего белую одежду.
Остальные исследователи считают, что беляк это феодальное владение, но имеют разные взгляды на организацию этого владения — их взгляды описаны в параграфе «организация».

## Организация
На данный момент, среди исследователей нет единой точки зрения о том, как были организованы беляки, но существует множество гипотез, которые условно можно разделить на 4 группы:
- беляк — податное объединение (своего рода средневековый колхоз);
- беляк — административно-территориальная единица (княжество, волость);
- беляк — родоплеменное объединение;
- гипотезы, сочетающие в себе черты нескольких вышеназванных групп.

### Податная гипотеза
А. А. Гераклитов считал, что беляк — это податное объединение мордвы, сформировавшееся в эпоху Золотой Орды, совместно владеющее угодьями, совместно использующее их и совместно платящее с них налоги (см. общественно-экономическая формация). В то же время, он допускал, что государь мог наделять своего служилого человека властью над беляком, включающую право сбора налогов. Такие выводы Гераклитов сделал опираясь на следующие наблюдения:
- порой деревни одного беляка не только не составляют единую территориальную единицу в пределах одного уезда, но и бывают разбросаны по разным уездам;
- порой деревни одновременно входят в состав разных беляков;
- порой в состав беляков входили не только тяглые мордовские деревни, но и служилые мордовские/татарские деревни.

П. К. Напольникова первоначально была согласна с мнением Гераклитова и считала, что деление на беляки появилось во второй половине XVI века для упорядочения взимания налогов с мордвы, но затем она изменила свою точку зрения.

### Административная гипотеза
А. Ф. Белокрысенко, И. Н. Смирнов, П. Н. Черменский и А. Е. Любимов считали, что беляк — это феодальное территориальное владение мордовских и татарских мурз, включающее в себя от одной до нескольких мордовских деревень и близкое по сути к русскому княжеству/боярщине (то есть поместью боярина), либо европейскому феоду.
В. В. Шереметьевский считал, что беляк — это ясачный округ.
С. К. Кузнецов, после изменения своей точки зрения, стал считать беляк феодальным владением.
М. Г. Сафаргалиев поддерживал точку зрения П. Н. Черменского. Он и Д. М. Исхаков проводили параллели между мордовскими и крымско-татарскими беляками (бейликами), считая, что беляк — это феодальное владение, так как князья беляков имели все права власти, присущие феодалам:
- право собирать ясак (оброк);
- право судить за душегубство и разбой;
- право управлять населением, которое было обязано чтить и слушать наказы феодала.

В. П. Ямушкин предположил, что беляки были созданы для организованного сбора ясака с местного населения. Также, он считал беляк феодальным владением, где власть над беляком давала лишь право на сбор ясака с этого беляка, но не на само население беляка, что отличало такую форму владения от российского крепостничества.
В. Н. Шитов считал беляки административно-податными единицами, своего рода мелкими княжествами, а также допускал, что в русской летописи в записи от 1378 года беляки названы погостами, так как на Руси погосты были частью системы управления вассальными землями, необходимой для сбора и хранения податей:
...взяша землю Мордовьскую и повоеваша всю. и села и погосты их. и зимницы пограбиша
М. М. Акчурин считает беляки прагосударственными образованиями, не связанными с Касимовским царством (так называемым Мещерским юртом), чье дальнейшее развитие было прервано присоединением к Москве. По его мнению, в золотоордынские времена, беляк был административной единицей, близкой по своему статусу к вотчине. Он допускает, в прошлом существовали княжения как мордовских, так и татарских князей над мордвой. Помимо этого, он подмечает, что современники эпохи Золотой Орды воспринимали беляки как сотни, а современники эпохи Русского царства — как волости: в частности, сотники (сотские) называют жителей своего беляка «волощанами». Сверх того, он обращает внимание на то, что беляки, которые Гераклитовым названы едиными, но располагающимися сразу в нескольких уездах, на самом деле, являются разными беляками с одинаковыми названиями.
Н. Ф. Мокшин считает, что беляки являются поместьями, ясаком с которых казанские ханы жаловали своих феодалов — мурз, тарханов и прочих.
Б. Р. Хисматуллин считает, что беляки были созданы в рамках сотенно-десятинной системы Золотой Орды для облегчения сбора налогов. Также, он сообщает, что население мордовских земель было переписано в 1257—1273 годах.
А. Н. Демидов считает, что беляки являлись полусуверенными княжествами-вотчинами, управлявшимися мордовскими князьями и существовавшими ещё до казанских походов Русского царства. Ему удалось выявить соответствия между некоторыми мордовскими беляками и именными ясаками, уплачивавшимися в пользу мордовских и татарских князей.

### Родоплеменная гипотеза
С. А. Токарев считал удмуртский беляк единым родом, происходящим от одного предка. По его сведениям, один такой род состоит из 10-15 хозяйств и возглавляется советом старейшин, именуемым «кенеш», а также имеет обособленные земли и кладбище. Помимо этого, он сообщает, что А. И. Пинт выявила, что несколько удмуртских беляков объединяются в родовую группу, которую они называют «выжы».
В. В. Похлебкин считал, у мордвы деревни-роды представяли собой большие семьи из 3-4 поколений, а соседние деревни могли объединяться в небольшие княжества — беляки.
В. А. Балашов считал мордовские аймаки, беляки и волости аналогом русских погостов. По его мнению, сперва это были семейно-родовые поселения, впоследствии превратившиеся в соседские или территориальные общины.
С. П. Мансырев считал, что первоначально князьями беляков становились местные мордовские старшины.
С. К. Свечников считает, что беляки возникли у марийцев в период, когда произошёл переход от поземельно-родственной общины к индивидуально-семейной собственности, а также сближает их с удмуртскими «бӧлӓк» и мордовскими беляками.
П. К. Напольникова, после изменения своей точки зрения, стала считать беляк внутренним подразделением этнотерриториальной группы мордвы. Помимо этого, она предположила, что из старых беляков могут образовываться новые.
А. В. Беляков считает, что беляк — это наследственное волостельство, включающее в себя права на суд и сбор податей с населения, причем вскоре после установления власти Русского царства, судебная власть была передана русской администрации. По его наблюдениям, княжение над беляком почти всегда наследовалось старшим в роде: от брата к брату, от дяди к племяннику и так далее. Также, по его мнению, для того татарского правителя, которого назначали князем какого-либо беляка, «князь» было не титулом, а должностью, близкой к должности волостеля. Помимо этого, он отмечает, что в начале XX века часть татарского дворянства из мещерского края помнила о своих мордовских корнях, что позволяет предположить, что изначально князьями беляков могли становиться местные мордовские старшины. Кроме того, он предполагает, что сперва беляки были родоплеменными объединениями (крупными патриархальными родами) мордвы: его первоначальный анализ мордовских знамён (знаков собственности) дает основания полагать, что изначально в каждом беляке было одно общее знамя, на основе которого со временем образовывались новые — начало этому процессу мог положить распад большого патриархального рода на малые семьи и их последующие имущественные взаимодействия: дробление, купля-продажа, отдача в приданное. По его словам, гипотезу о родоплеменном происхождении беляков можно было бы проверить путем наложения карты границ беляков на карту границ мордовских диалектов и прочих этнокультурных особенностей. Существование одноимённых беляков, расположенных в разных частях региона, он объясняет миграцией мордвы или дроблением крупного беляка.